# بمبرکه، بنین
بمبرکه (به فرانسوی: Bembéréké) شهری در استان بورگو واقع در کشور بنین است که در سال ۱۹۹۲ میلادی ۱۵٬۷۱۹ نفر جمعیت داشته و جمعیت آن در سال ۲۰۰۵ میلادی به ۲۴٬۰۰۶ نفر رسیده‌است.